# Eublemma ignifera
Eublemma ignifera là một loài bướm đêm trong họ Erebidae.